# Eintaktflusswandler
Der Eintaktflusswandler (englisch Forward Converter) ist eine Ausführungsform eines galvanisch getrennten Gleichspannungswandlers, die dadurch gekennzeichnet ist, dass die Energieübertragung ausschließlich in der Leitphase des einzelnen schaltenden Bauelementes stattfindet. Anwendungen dieses Wandler sind beispielsweise Schaltnetzteile.
Im Unterschied zu Sperrwandlern, die besonders für geringe Leistungen geeignet sind, werden Eintaktflusswandler bei Leistungen ab etwa 100 Watt bis zu rund 500 W eingesetzt, da sie einen besseren Wirkungsgrad aufweisen. Bei größeren Leistungen kommen Gegentaktflusswandler zum Einsatz. 

## Funktion

Vereinfachtes Schaltbild eines Eintaktflusswandlers

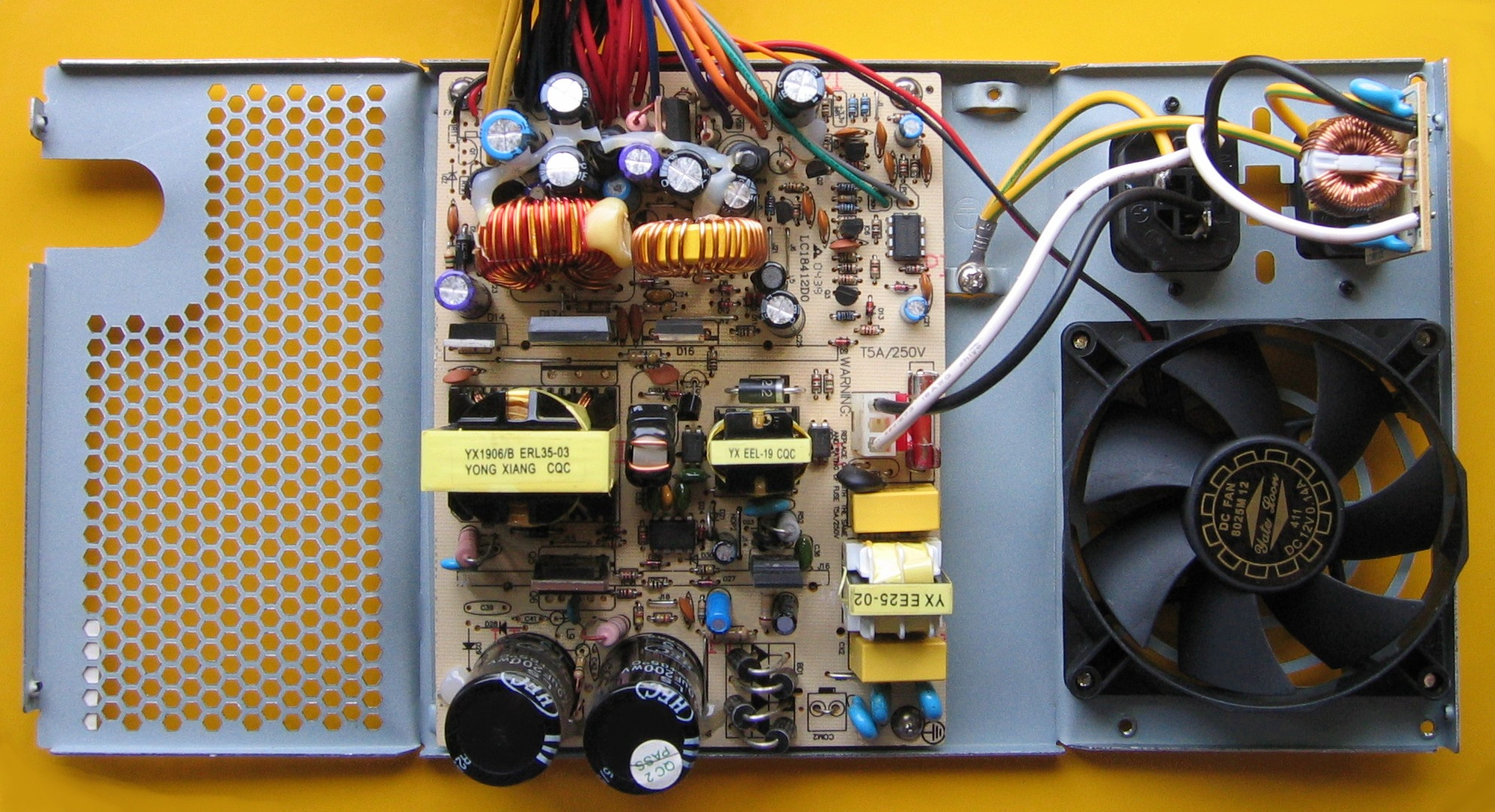
200-W-PC-Netzteil (zur Ansicht ohne Kühlkörper), basierend auf dem Eintaktflusswandler-Prinzip

Dem Wandler wird, wie in nebenstehender Skizze auf die wesentlichen Bauelemente vereinfacht, links die Gleichspannung UE zugeführt. Diese Spannung ist in dem Anwendungsbereich von Schaltnetzteilen typischerweise die gleichgerichtete Netzspannung von rund 230 V, was nach der Gleichrichtung einer geglätteten Gleichspannung von ca. 325 V entspricht. Der Schalter S ist in praktischen Schaltungen als ein Schalttransistor ausgeführt, welcher mit Schaltfrequenzen von einigen 10 kHz bis zu einigen 100 kHz und unterschiedlichen, da lastabhängigen, Pulsweiten durch eine nicht dargestellte Steuereinheit angesteuert wird.
Der Transformator Tr dient der galvanischen Trennung und setzt dem Windungszahlverhältnis entsprechend die Eingangsspannung auf eine sekundärseitige Spannung um. Die sekundärseitige Gleichrichtung besteht aus der Diode D1, daran anschließend folgt ein Schaltungsteil, welcher zu dem nicht galvanisch getrennten Abwärtswandler weitestgehend identisch ist. Dieser Schaltungsteil dient der Umsetzung auf die endgültige Ausgangsgleichspannung UA für die an Anschlussklemmen rechts außen angeschlossenen Verbraucher. Dieser Abwärtswandler besteht aus der Freilaufdiode D2, der Speicherdrossel L und dem Glättungskondensator C, welcher parallel zur Last geschaltet ist.
Die Ausgangsspannung ist belastungsabhängig und muss über eine im Bild nicht gezeigte Rückkopplung geregelt werden, die auf die Pulsweite der Schaltersteuerung wirkt.
Der Wandler ist durch zwei Zustände gekennzeichnet, welche durch den Zustand des einen Schalters S (daher „Eintakt“) bestimmt werden:

### Leitzustand
Bei geschlossenem Schalter S fließt ein Strom durch die Primärwicklung des Transformators Tr und ein mit dem Reziproken des Windungszahlverhältnisses übersetzter Strom durch die ausgangsseitige Diode D1 und die Speicherdrossel L. Die Diode D2 ist in diesem Zustand in Sperrrichtung geschaltet und sperrt. Der Strom steigt linear, da sich in der Speicherdrossel ein Magnetfeld aufbaut. Der Kondensator C wird aufgeladen. Da der Energietransport von der Primär- zur Sekundärseite bei diesem Wandler in der Leitphase passiert, zählt er zu der Gruppe der Flusswandler.
Dieser Zustand wird eine bestimmte Zeit ton gehalten, danach öffnet der Schalter S und der Wandler geht in den Sperrzustand über.

### Sperrzustand
Bei geöffnetem Schalter S sperrt D1, da die Sekundärspannung sich umpolt. Der Strom durch die Speicherdrossel L ist stetig und fließt in der Sperrphase über die dann leitende D2. Gemeinsam mit dem Kondensator C wird so die Ausgangsspannung UA, bis auf eine kleine Restwelligkeit (Ripple), konstant gehalten.
Dieser Zustand wird eine bestimmte Zeit toff gehalten, danach schließt der Schalter S und der Zyklus beginnt mit dem Leitzustand von neuem.
Der Magnetisierungsstrom muss bei Eintaktflusswandler möglichst klein gehalten werden und wird in diesem stark vereinfachten Beispiel in der Sperrphase in Verlustwärme umgesetzt, da der primärseitige Strom immer nur in einer Richtung fließt und es so zu einem Gleichstrombelag im Transformator kommt. Einen kleinen Magnetisierungsstrom erreicht man mit Kernmaterial mit hoher Permeabilitätszahl und durch Vermeiden eines Luftspaltes. Die Kernhälften eines Flusswandler sind plangeschliffene, mit Klammern zusammengepresste Kernhälften ohne Spalt, welche ohne Verschmutzung auf den Auflageflächen verarbeitet werden. 
Die Magnetisierungsenergie kann bei gegebener Arbeitsfrequenz auch durch eine höhere Windungszahl verringert werden, das möchte man jedoch im Interesse geringer Kupferverluste vermeiden. Zur Verbesserung des Wirkungsgrades wird der Transformator des Eintaktflusswandler daher meist mit einer zusätzlichen Entmagnetisierungswicklung versehen.

### Entmagnetisierungwicklung

Schaltbild eines Eintakt-Durchflusswandlers mit Entmagnetisierungswicklung

Die zusätzlich eingebrachte Wicklung N2 in nebenstehender Schaltskizze dient der Entmagnetisierung des Trafokerns in der Sperrphase und führt die im Transformator gespeicherte Energie über die Diode D1 in die Speisespannung beziehungsweise C1 zurück. Haben die Primärwicklung N1 und die Entmagnetisierungswicklung N2 die gleiche Windungszahl, ist das Verhältnis zwischen Leit- und Sperrphase (Pulsbreitenverhältnis) auf maximal 50 % beschränkt. 
Die Entmagnetisierungswicklung N2 sowie D1 sind für die Funktion nicht zwingend erforderlich, sie erhöhen jedoch den Wirkungsgrad und verringern die Spannungsbelastung des Schalttransistors T1. Alternativ zu einer solchen Wicklung kann die Magnetisierungsenergie des Transformators gefahrlos auch über eine Fangschaltung aus Diode, Widerstand und Kondensator oder im Grenzfall nur mit dem Avalanche-Durchbruch des MOSFET thermisch abgebaut werden.
Gegentaktflusswandler wie der Halb- und Vollbrückendurchflusswandler benötigen keine eigene Entmagnetisierungwicklung, ihr Pulsbreitenverhältnis ist jedoch generell auf 50 % beschränkt.